# Послеримская Британия

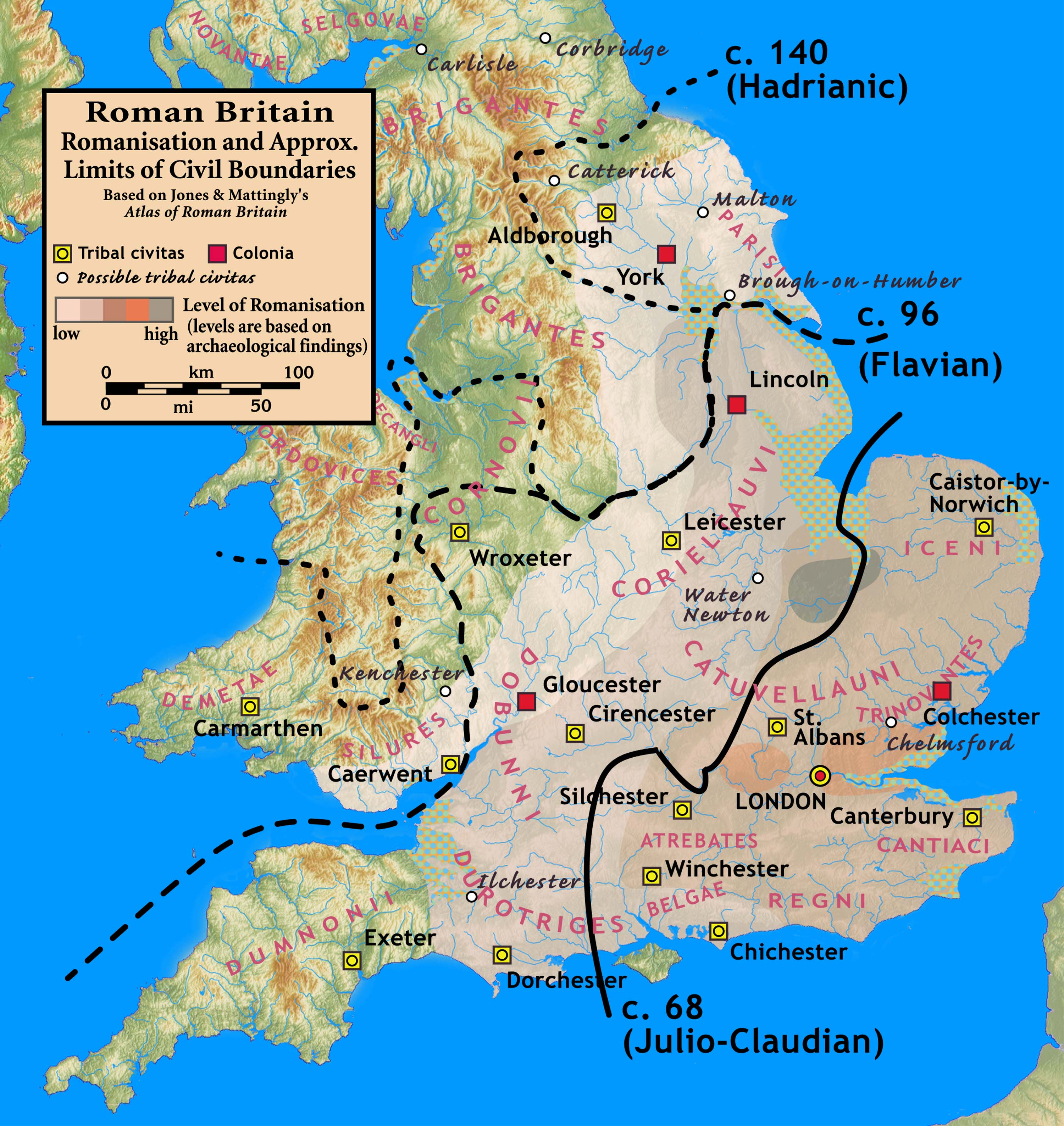
Относительная оценка степени романизации Британии основанная на археологии. Романизация была наибольшей на юго-востоке, несколько меньшей на западе и на севере в ещё меньшей степени. К западу от линии, соединяющей Хамбер и Северн, и в том числе а Корнуолле и Девоне, проникновение римской культуры было минимальным или вообще отсутствовало.

Послеримская Британия — период поздней античности в истории Британии, охватывающий конец римского правления в конце IV — начале V века и продолжавшийся в VI веке, вплоть до окончательного утверждения на острове германского господства и принятия христианства саксами (597). Хотя культура населения Британии в этот период была в основном основана на римской и бриттской культурах, на острове также проживали саксы, происходившие с территории современной Нижней Саксонии и поселившиеся в Британии первоначально в качестве римских федератов. Саксы, а также англы и юты постепенно установили контроль над нынешней Англией, начав англосаксонский период её истории. Пикты на севере Шотландии находились за пределами влияния остаточной римской культуры.

## Конец римской власти
Одной из главных проблем историографии послеримской Британии была точная датировка конца римской власти на острове. Были предложены различные даты: конец чеканки монет в 402 году, восстание узурпатора Константина III в 407 году, восстание, упомянутое Зосимой под 409 годом, когда романо-бритты начали изгонять римских чиновников из городов, или рескрипт Гонория 410 года. Дата окончательного падения римской Британии — сложный вопрос, и точный процесс, вероятно, останется неясным.
Существуют некоторые разногласия относительно того, почему закончилось римское владычество над Британией. Согласно классической версии, которой придерживался, в частности, Моммзен, Рим отказался от Британии. Внутренняя нестабильность империи и невозможность оставлять в Британии драгоценные легионы, так нужные для того, чтобы остановить продвижение варваров, были главными причинами. Таким образом, именно общий крах Римской империи привёл к концу Римской Британии. Однако другие историки, такие как Майкл Джонс, утверждают, что не Рим бросил Британию, а Британия бросила Рим. Британия была центром восстаний множества претендентов на императорский трон в конце IV и начале V веков, а денежный поток на остров, похоже, иссяк в начале V века, что означало, что гражданские служащие и легионы не могли получать регулярную плату. Все это говорит о том, что Британия вступила в период широкомасштабного восстания против имперского центра.
В последнее время рассматривается возможность того, что в конце V века романо-бриттский король или вождь, которого некоторые идентифицируют как Амвросия Аврелиана, мог нанести поражение англосаксонским захватчикам при Бадонском Холме, около Бата, и дать начало легенде о короле Артуре. Этот период совпадает с частичным восстановлением Римской империи под властью Юстиниана и заканчивается Юстиниановой чумой, жертвами которой стали миллионы людей по всему миру, и особенно пострадали урбанизированные народы, как романо-бритты, в то время как сельским германским народам чума нанесла меньший урон. В эти годы англосаксам удалось завоевать немногие оставшиеся территории, удерживаемые последними романо-бриттами, которые сильно пострадали от чумы и последующего снижения рождаемости, и с 550 года все свидетельства о римской или романо-бриттской культуре в Британии исчезли.